# 임하초등학교
임하초등학교는 대한민국 경상북도 안동시 임하면 신덕리에 있는 공립 초등학교다.

## 학교 연혁
- 1921년 2월 15일 임하공립보통학교 개교(임하리 110)
- 1939년 4월 1일 임하공립심상소학교로 교명 변경
- 1941년 4월 1일 임하공립국민학교 교명 변경
- 1950년 6월 1일 임하국민학교 교명 변경
- 1964년 2월 1일 신축 교사 이전(신덕리 467)
- 1981년 3월 1일 병설유치원 개원
- 1993년 2월 28일 추목분교장 통폐합
- 1996년 3월 1일 임하초등학교로 교명 변경
- 1999년 3월 1일 금소초등학교 통폐합
- 2014년 2월 14일 제90회 졸업(7명, 총 3,441명)
- 2014년 3월 1일 4학급 편성
- 2014년 9월 1일 제27대 권혁련 교장 부임
- 2016년 3월 1일 4학급 편성(21명)
- 2017년 3월 1일 3학급 편성(16명)

## 참고 자료
- 임하초등학교 - 한국교육학술정보원 학교알리미